# Canário-montês-de-cabeça-cinzenta
O canário-montês-de-cabeça-cinzenta (Phrygilus gayi), também conhecido como canário-da-serra-de-capuz-cinza, é uma espécie de ave passeriforme pertencente ao gênero Phrygilus da família Thraupidae. É nativo da região andina e adjacências no Chile e Argentina. No inverno do sul, alguns migram para o leste. É bastante comum em matagais semi-abertos e florestas esparsas até 3.500 metros acima do nível do mar.

## Descrição

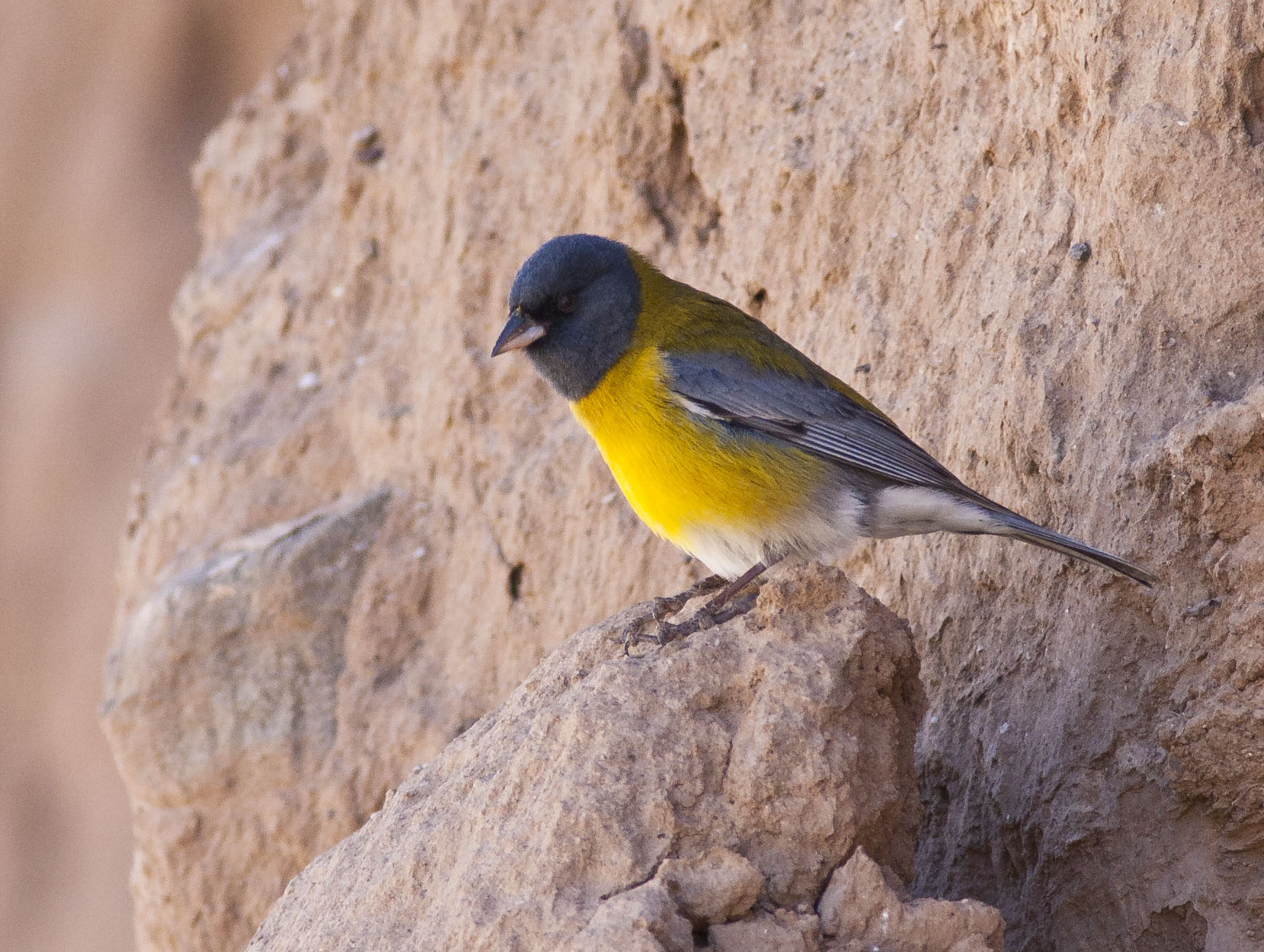
Macho em Tafí del Valle, Tucumã, Argentina

O canário-montês-de-cabeça-cinzenta mede entre 15,5 e 16,5 cm de comprimento. Possui dimorfismo sexual: o macho tem uma cabeça cinza-azulada, pescoço e parte superior do peito, mais escuros no loro, como um capuz sobre o corpo amarelo-oliva brilhante. Enquanto isso, seu abdômen inferior e subcaudais são brancos. A fêmea é mais opaca e tem uma cabeça de tom marrom-acastanhado mais clara que o macho, com pequenas listras em preto e branco na região malar; o peito é geralmente lavado ocre. O bico dos indivíduos do sul é bicolor, com o superior sendo mais escuro. Ambos os sexos têm uma cauda enegrecida com bordas acinzentadas, os abrigos são cinza azulado e as primárias são enegrecidas. Os imaturos são muito parecidos com as fêmeas.

## Comportamento
É visto nas florestas de eucalipto e pinheiro. Também é vista no estuário e se distingue por suas cores e seu canto melodioso. No verão, habita a cordilheira, preferindo os vales altos e bem regados. No inverno, desce em direção à pré-cordilheira, vale central e até a zona costeira, no Chile, e à província de Buenos Aires, na Argentina.

## Alimentação
Sua dieta consiste em sementes e pequenos invertebrados, também frutas. No inverno, alimenta-se apenas de sementes.

## Reprodução
A época de reprodução é de outubro a fevereiro, quando se aninha a uma altura muito baixa, entre matas ou simplesmente no chão. O ninho é grande, forrado de grama, fibras de raiz, crina ou lã, onde deposita entre 2 e 5 ovos verde-azulados pálidos com manchas marrons, medindo 22 x 16 mm.